# Neustadt an der Aisch
Neustadt an der Aisch é uma cidade francônia no estado da Baviera, Alemanha. Localiza-se na região administrativa da Média Francónia e é capital do distrito Neustadt (Aisch)-Bad Windsheim.